# Evistias acutirostris
Evistias acutirostris är en fiskart som först beskrevs av Temminck och Schlegel, 1844.  Evistias acutirostris ingår i släktet Evistias och familjen Pentacerotidae. Inga underarter finns listade i Catalogue of Life.